# Disney's Magical Quest 3 Starring Mickey and Donald
Disney's Magical Quest 3 Starring Mickey and Donald è l'ultimo videogioco a piattaforme della serie Disney's Magical Quest sviluppata dalla Capcom.